# Sébastien Raizer
Sébastien Raizer, né en 1969, est un écrivain, traducteur et éditeur français, auteur de romans policiers. Il vit au Japon.

## Biographie
Sébastien Raizer vit à Kyōto, où il écrit des romans publiés notamment à la Série noire et au Mercure de France.
En 2017, il a publié un Petit éloge du zen, suivi de La Caverne aux chauves-souris sous la montagne noire en 2021, tous deux consacrés à la pratique de la méditation zen et du sabre japonais.
Il est 4e dan de iaidō, la Voie du sabre.
En 1992, il fut le cofondateur des Éditions du Camion blanc.

## Œuvre

### Romans
- Terres noires, Gallimard, coll. « Série noire » (2023)  (ISBN 978-2-07-303417-5)
- Mécanique mort, Gallimard, coll. « Série noire » (2022)  (ISBN 978-2-07-298284-2) Sélection Grand Prix de littérature policière 2022[5]
- Les Nuits rouges, Gallimard, coll. « Série noire » (2020)  (ISBN 978-2-07-287286-0) Sélection Grand Prix de littérature policière 2020
- Confession japonaise, Mercure de France, collection Bleue (2019) (ISBN 978-2-71-524961-5)
- 3 minutes 7 secondes, La Manufacture de livres éditions (2018)  (ISBN 978-2-35-887265-2) Sélection Grand Prix de littérature policière 2019
- Minuit à contre-jour (L'alignement des équinoxes, livre 3), Gallimard, coll. « Série noire »  (2017)  (ISBN 978-2-07-2727474) Sélection Grand Prix de littérature policière 2018
- Sagittarius (L'alignement des équinoxes, livre 2), Gallimard, coll. « Série noire »  (2016)  (ISBN 978-2-07-017879-7) Sélection Grand Prix de littérature policière 2016
- L'Alignement des équinoxes, Gallimard, coll. « Série noire » (2015)  (ISBN 978-2-07-014825-7), réédition Gallimard, coll. « Folio policier » no 791 (2016)  (ISBN 978-2-07-046900-0) Sélection Grand Prix de littérature policière 2015

### Récits
- Petit éloge du zen, Gallimard, Folio (2017)  (ISBN 978-2-07-079273-3)
- La Caverne aux chauves-souris sous la montagne noire, Éditions du Relié (2021)  (ISBN 978-2-35490-262-9)

### Ouvrages sur la musique
- Joy Division, Lumière et ténèbres, Éditions du Camion blanc (1992)  (ISBN 2-910196-06-2)
- The Sisters of Mercy: Napalm, amphétamines & miséricorde, Éditions du Camion Blanc (1992)  (ISBN 9782910196042)
- Nirvana : Romance sans sens, Éditions du Camion blanc (1995)  (ISBN 2-910196-05-4)
- The Cure : La Thérapie de Robert Smith, Éditions du Camion blanc (1993)  (ISBN 2-910196-03-8)
- U2 : L'Archange mécanique, Éditions du Camion blanc (1994)  (ISBN 2-910196-00-3)
- Noir Désir : Tout est là, Éditions du Camion blanc (2004)  (ISBN 2-910196-38-0)

### Traductions

#### Du japonais - Au Lézard Noir
- Hen Kai Pan, de Eldo Yoshimizu, Éditions Le Lézard Noir, (2022)  (ISBN 978-2-35348-250-4)

#### De l'anglais - À la Série Noire / Gallimard
- Les Brillants Tome 1, traduction de Brilliance de Marcus Sakey, Gallimard, coll. « Série noire » (2015)  (ISBN 978-2-07-014548-5)
- Les Brillants – Un monde meilleur  Tome 2, traduction de A Better World de Marcus Sakey, Gallimard, coll. « Série noire » (2016)  (ISBN 978-2-07-014588-1)
- L'Ordre des choses, traduction de The Good Life de Frank Wheeler Jr., Gallimard, coll. « Série noire » (2016)  (ISBN 978-2-07-014721-2)
- Les Brillants – En lettres de feu  Tome 3, traduction de Written in Fire de Marcus Sakey, Gallimard, coll. « Série noire » (2017)  (ISBN 978-2-07-014589-8)
- Mauvaise prise, traduction de Screwed d'Eoin Colfer, Gallimard, coll. « Série noire » (2017)  (ISBN 978-2-07-014666-6)
- Tue-moi, traduction de Hit Me de Lawrence Block, Gallimard, coll. « Série noire » (2017)  (ISBN 978-2-07-014339-9)
- Seules les proies s'enfuient, traduction de Only the Hunted Run de Neely Tucker, Gallimard, coll. « Série noire » (2019)  (ISBN 978-2-07278600-6)

#### De l'anglais - Au Camion Blanc et Camion Noir (liste non exhaustive)
- Sonic Youth : Chaos imminent, traduction de Confusion Is Next de Alec Foege (en), Éditions du Camion blanc (1995)  (ISBN 2-910196-07-0)
- Ian Curtis et Joy Division : Histoire d'une vie, traduction de Touching From a Distance de Deborah Curtis,  Éditions du Camion blanc (1995)  (ISBN 2-910196-06-2)
- Iron Maiden : l'épopée des killers, traduction du livre de Mick Wall, Éditions du Camion blanc (2005)  (ISBN 2-910196-95-X)
- La Bible satanique, traduction du livre de Anton Szandor LaVey, Éditions du Camion blanc, coll. « Camion noir » no 01 (2006)  (ISBN 2-910196-60-7)
- Jimi Hendrix : L'Expérience des limites, traduction du livre de Charles R. Cross (en), Éditions du Camion blanc (2006)  (ISBN 2-910196-45-3)
- Choosing death : L'Histoire du death metal et du grindcore, traduction de Choosing Death : The Improbable History of Death Metal & Grindcore de Albert Mudrian (en), Éditions du Camion blanc (2006)  (ISBN 978-2-910196-50-9)
- Hagakure : Le Livre secret des samouraïs, traduction de Hagakure de Jôchô Yamamoto, Éditions du Camion blanc, coll. « Camion noir » no 53 (2011)  (ISBN 978-2-35779-108-4)
- Mishima : Voyages à la recherche d'un samouraï de légende, traduction du livre de Christopher Ross, Éditions du Camion blanc, coll. « Camion noir » no 81 (2013)  (ISBN 978-2-35779-242-5)